# 지구음암화

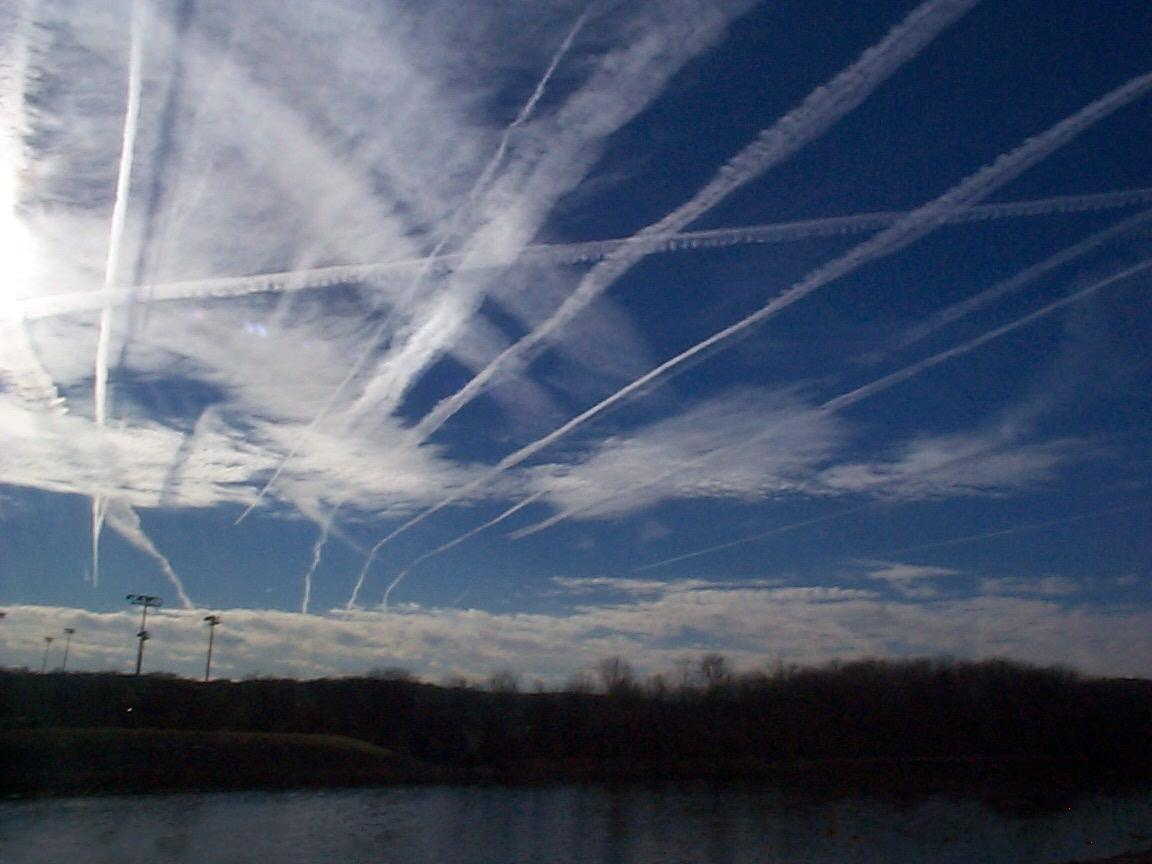
지구음암화의 주요 원인으로 손꼽히는 비행기 구름

지구음암화(한자: 地球陰暗化, 영어: global dimming)란 구름의 점차적인 증가로 말미암아 지구가 침침하고 어두워지는 일시적인 현상을 일컫는다. 지구 음암화의 효과는 지역에 따라 다양한 양상을 띤다.

## 발생
지표면의 일사량은 태양복사를 차단하는 대기 중의 미립자(에어로졸)의 양이나 구름이 차지하는 면적, 대기 성분, 태양 방사선 자체의 양으로 결정된다. 이 중 태양복사는 주기적으로 변화하지만, 그 변동폭이 1%로 양이 작다. 또한, 대기의 성분 중에는 수증기와 이산화탄소 등 특정 파장의 전자파를 흡수하는 성분이 있는데, 이러한 양에 따라서 일사량이 증감할 수 있으나 그 영향은 미미하다. 일사량의 변화에 큰 영향을 주는 것은 에어로졸의 양과 구름의 면적이다. 구름의 면적은 증발량이나 대기의 대류, 지상과 상공의 기온 차이, 응결핵이 될 수 있는 미립자의 양 등에 따라 달라지는데, 기온의 상승은 증발량의 증가를 일으키고, 응결핵이 되는 에어로졸의 증가는 구름의 생성을 용이하게 하여 구름이 차지하는 면적을 증가시킨다. 구름이 차지하는 면적이 넓어지면 지표면의 일사량이 줄어들게 되고, 지표면의 기온을 떨어트리거나 어두워지는 효과가 나타나게 된다.

## 원인
지구음암화의 원인은 인간의 행동에서 발생되는 인위적인 에어로졸의 대기 중 배출이다. 공장의 매연이나 자동차의 배기가스, 화재에서 일어나는 연기 등 이른바 대기오염 물질로 에어로졸이 증가하고, 지구음암화가 진행되는 것이다. 또한, 기온 상승으로 극지와 고산지대에 존재하는 얼음이 녹아 지구의 물이 차지하는 면적이 늘어나게 되어 증발량이 늘고, 구름의 면적이 넓어져 음암화가 진행된다. 

## 같이 보기
- 지구 한랭화
- 핵겨울